# Liste der Monuments historiques in Morfontaine
Die Liste der Monuments historiques in Morfontaine führt die Monuments historiques in der französischen Gemeinde Morfontaine auf.

## Liste der Immobilien
| Bezeichnung | Beschreibung                                                                               | Standort                 | Kennzeichnung | Schutzstatus | Datum | Bild |
| ----------- | ------------------------------------------------------------------------------------------ | ------------------------ | ------------- | ------------ | ----- | ---- |
| Wegekreuz   | Kalkstein, Anfang des 19. Jahrhunderts; auf Antrag von Albert Lebrun unter Schutz gestellt | Rue Albert Lebrun (Lage) | PA00106096    | Classé       | 1930  |      |